# 科扎琴基夫卡
49°47′2″N 35°38′44″E / 49.78389°N 35.64556°E
科扎琴基夫卡（烏克蘭語：Козаченківка）是位於烏克蘭東部的村莊，由哈爾科夫州博霍杜希夫區的瓦爾基市鎮負責管轄。該村始建於1805年，面積5.8平方公里，海拔高度180米，2001年人口67，人口密度每平方公里11.6人。